# Giovanni Costantini (pittore)

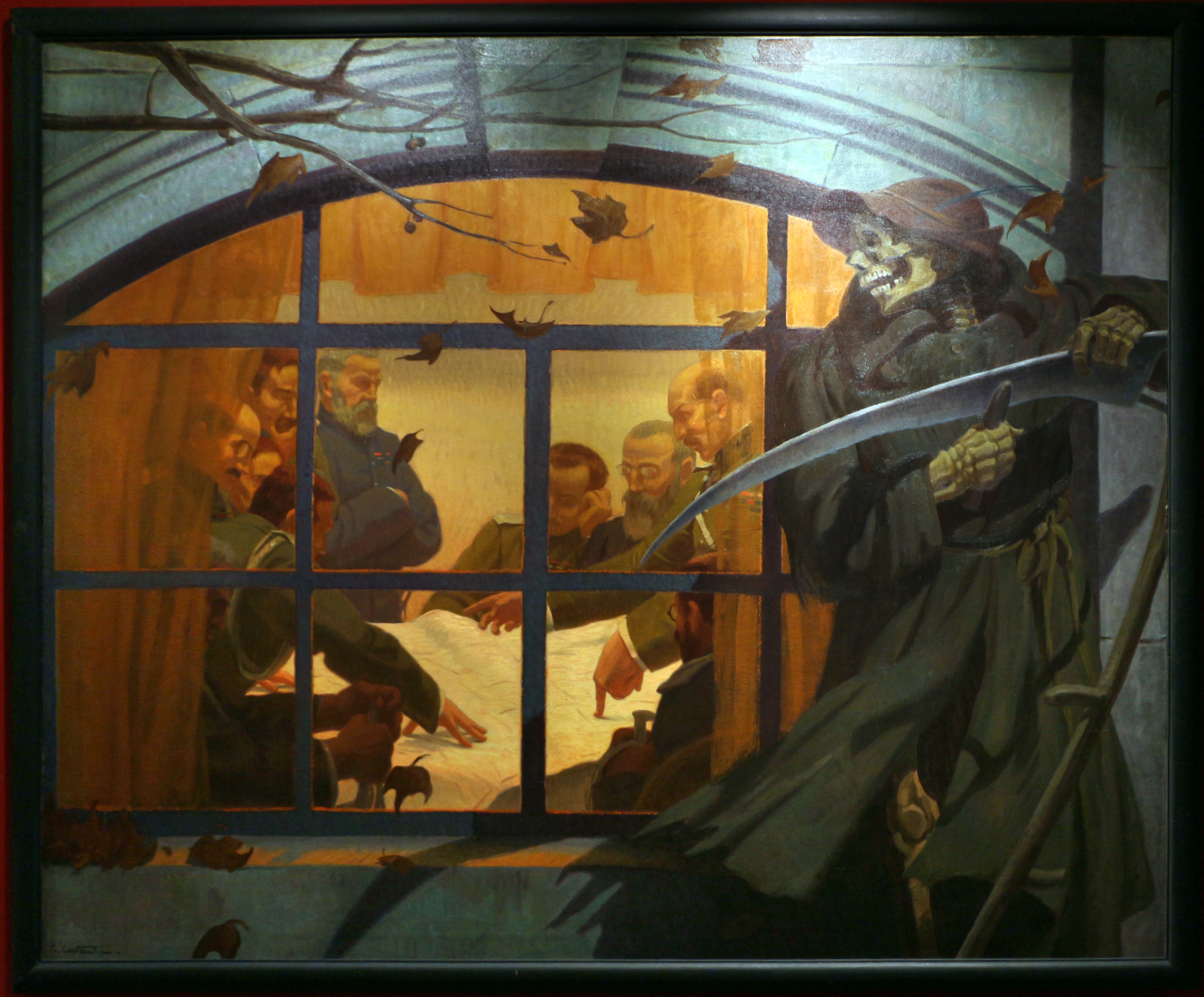
Il piano di attacco, 1915-21 (Roma, collezione Jacorossi)

Giovanni Battista Costantini (Roma, 7 gennaio 1872 – Roma, 1º maggio 1947) è stato un pittore e decoratore italiano.

## Biografia
Giovanni Battista Costantini, noto come Giovanni Costantini, era figlio di Innocenzo e di Giuditta Mancini. Da ragazzo frequentava saltuariamente la scuola serale del nudo all'Accademia francese di Villa Medici, e lavora come garzone di bottega dallo scenografo Alessandro Bazzani, detto "Bazzanone" e dal pittore Gioacchino Pagliei.
Nel 1904 la Galleria nazionale d'arte moderna di Roma acquistò il suo dipinto "Dai campi di riposo" e nel 1908 "Folla triste". Nel 1892, con una serie di paesaggi della campagna romana, partecipò alla mostra della Società amatori e cultori di belle arti. Faceva parte del gruppo di Giulio Aristide Sartorio ed entrò tra i XXV della campagna romana, col nomignolo "Grillo" per la sua figura sottile. Insegnò all'Accademia di Belle Arti e dal 1909 fu membro dell'Accademia di San Luca. Nel 1910 dipinse i pannelli allegorici "Lavoro umano", al Teatro Nuovo di Spoleto.

### La Grande Guerra
Costantini espose alla Esposizione internazionale di Milano (1906) e alla I Secessione Romana del 1913. Intorno al 1914 dipinse "La guerra", "Il bottino", "Il dominio militare" e "La vittoria", grandi opere teatrali e con forti contrasti di luci e di ombre: vi esprimeva tutto il suo antimilitarismo. Il ciclo completo delle 45 opere "Le lacrime della guerra" fu esposto alla I Biennale d'Arte di Roma nel 1921. Alcune opere furono censurate per "disfattismo" e per il realismo crudele e Costantini ne ritirò sei dalla mostra. Il dipinto "La spia" vinse il primo premio per la pittura. Espose poi alla I Mostra dei XXV della Campagna Romana, nel 1922.

### Incarichi
Nel 1925, a Parigi, curò la decorazione del salone di ingresso del padiglione italiano all'Esposizione Internazionale. Al palazzo Venezia di Roma nel 1924 restaurò gli affreschi mantegneschi nella sala del Mappamondo e decorò la sala del Concistoro o delle Battaglie. Dipinse pale di altare per le chiese di S. Prisca, 1934, e di S. Maria del Popolo, circa 1940. Nel 1944-1945 affrescò la volta dell'abside e la navata centrale della Chiesa di San Michele Arcangelo (Capena). Per il trigesimo della sua morte fu organizzata, dall'Accademia di San Luca, una mostra illustrata da Federico Hermanin.